# Rymd-tidskub
Rymd-tidskuben (eng. space-time cube), introducerad av Torsten Hägerstrand 1970, är en metod för att representera spatial-temporal information. I basen av kuben visas den spatiala informationen (karta), medan kubens höjdaxel visar tiden. På detta sätt kan man få en bättre överblick över både de spatiala och temporala aspekterna av spatial-temporal information. Exempel på andra representationsformer är SMHI:s blixtlokalisering, som visar tiden med hjälp av en färgskala. En annan metod att representera tid är med animering.
Eftersom rymd-tidskuben, då Hägerstrand först presenterade konceptet, måste skapas genom att mödosamt ritas för hand, fick den ingen utbredd användning. På senare år[när?] har flera forskare inom GIS åter tagit upp rymd-tidskuben − här kan Peter Gatalsky, Menno-Jan Kraak samt Natalia och Gennady Andrienko nämnas.
Komparativa jämförelser har visat att rymd-tidskuben vid representation av vissa typer av information har fördelar jämfört med traditionella visualiseringsverktyg i två dimensioner. (Anundi m.fl., 2006)
Visualiseringsverktyg som kan generera rymd-tidskuber är CommonGis och GeoTime.